# 大礒義雄
大礒 義雄（おおいそ よしお、1910年1月3日 - 2015年）は、日本の国文学者。

## 人物・来歴
東京市本郷区本郷生まれ。実は明治42年12月12日生まれだが届けが遅れて戸籍上は明治43年1月3日生まれになったという。1922年元町小学校、1927年東京府立第五中学校卒業、1年間浪人して1928年静岡高等学校文科甲類に入学。1931年東京帝国大学文学部国文科入学、志田義秀に師事する。1934年3月卒業するが不況下で就職口がなく、9月群馬県立渋川中学校に就職、1938年、新設の東京府立第十一高等女学校に移る。1944年6月愛知第二師範学校に移り、愛知学芸大学助教授、愛知教育大学教授、1976年定年退官。名誉教授となり、愛知大学教授を務める。1987年、芭蕉翁顕彰会の文部大臣奨励賞受賞。専門は近世の俳文学。

## 著書
- 『与謝蕪村』(俳句シリーズ 人と作品) 桜楓社, 1966
- 『笈の小文(異本)の成立の研究』ひたく書房, 1981
- 『青々卓池と三河俳壇』愛知大学綜合郷土研究所編. 名著出版, 1989
- 『芭蕉と蕉門俳人』八木書店, 1997
- 『蕪村・一茶その周辺』八木書店, 1998
- 『随筆集 忘れ水の記』随筆集「忘れ水の記」出版発起人会, 2006

### 編著・校訂・監修
- 与謝蕪村『新註新花摘』清水孝之共編. 武蔵野書院, 1953
- 『続七車と研究』編著. 未刊国文資料刊行会, 1958
- 『未刊俳諧追善集と研究』編著. 未刊国文資料刊行会, 1962
- 『古典俳文学大系 10　蕉門俳論俳文集』大内初夫共校注 集英社, 1970
- 『古典俳文学大系 6　蕉門俳諧集. 1』阿部喜三男, 阿部正美共校注　集英社, 1972
- 広瀬茂竹『岡崎日記と研究』編著. 未刊国文資料刊行会, 1975
- 『霜の音 芭蕉流口傳』監修, 鈴木太吉, 小林邦行 翻刻, 筒井真智子編. 太田白雪集刊行会, 2003.1